# Миодраг Йешич
Миодраг Йешич (на сръбски: Миодраг Јешић или Miodrag Ješić) е бивш сръбски футболист и треньор. В България е бил треньор на „Славия“ (София) ПФК ЦСКА (София) – два пъти и ПФК Литекс (Ловеч).

## Кратка биография
Роден е на 30 ноември 1958 година в Осеченица (Сърбия). Като футболист в периода 1974 – 1985 играе за Партизан (Белград) изигравайки 342 мача и вкарвайки 81 гола. Има 8 мача и 2 гола за националния отбор на Югославия. В периода 1985 – 1989 играе в ФК Алтай където има 140 мача и 61 гола. През сезон 1989 – 1990 играе за Трабзонспор където има 40 мача и 9 гола. Про време на престоя си в Турция Йешич си спечелва лошата слава на грубянин на терена, което му носи прякора „Kasap Yeşiç“, в превод на български – „Касапина Йешич“.
Като треньор започва в ФК Обилич през 1994 година. След това поема Вршац, Раднички Белград, Млади Радник, Раднички Ниш (с който печели промоция за Първа Лига), ОФК Београд, Партизан (Белград) (Отборът му отбелязва 111 гола, абсолютен рекорд в историята на Югославия). През сезон 2000 – 2001 Йешич е треньор в Тунис на Свах, с който печели Арабската шампионска купа за първи път в историята на клуба. През 2002 година той поема турския Алтай, а след това преминава в Славия. След Славия е треньор на ФК Пегах Гилан (Иран) след което през зимата на 2005 поема ПФК ЦСКА (София). С ЦСКА печели шампионската титла, под негово ръководство клубът побеждава немският елитен Бейер Леверкузен (като домакин и гост (1:0), (0:1), както и победа над английския колос Ливърпул на стадион Анфилд Роуд (0:1). В началото на 2006 е освободен от отбора поради слабо представяне.
Печели приза за най-добър треньор по футбол на България за 2005 г. След ЦСКА за кратък период от време е треньор на Партизан (Белград), а от 5 ноември 2007 е назначен за старши треньор на Литекс, с които печели Купата на България за 2008 г.
След края на шампионата напуска ловешкия клуб и се установява в Румъния, като ръководи румънския КС Отопени, от началото на 2013 година се завръща в ЦСКА (СФ), но е уволнен през март същата година, след загубата от ПФК Литекс (Ловеч).
Миодраг Йешич загива при автомобилна катастрофа на 8 декември 2022 г.

### Треньорски успехи
- Арабската шампионска купа – 2001 г. с Свах
- Шампион на България – 2005 г. с ЦСКА (Сф)
- Купата на България – 2008 г. с Литекс Ловеч
- Суперкупа на Либия – 2009 г. с Ал Итихад
- Шампион на Либия – 2010 г. с Ал Итихад